# Mireille (opera)
Mireille – opera francuska w 5 aktach, skomponowana przez Charles’a Gounoda do libretta Michela Carrégo, na podstawie prowansalskiego poematu Mirejo Frédérica Mistrala. Prapremiera odbyła się 19 marca 1864 roku w paryskim  Théâtre-Lyrique.

## Postacie i pierwsi wykonawcy
- Mireille – sopran; Caroline Miolan-Carvalho
- Vincent – tenor; François Morini
- Taven – mezzosopran; Constance Caroline Faure-Lefèbvre
- Ramon – baryton; Jules Petit
- Ourrias – baryton; Ismaël
- Vincenette – sopran; Mélanie Reboux
- Ambroise – bas; Émile Wartel
- Przewoźnik – bas; Émile Wartel
- Pasterz – mezzosopran; Constance Caroline Faure-Lefèbvre[1].

## Treść

### Akt I
Akcja opery rozgrywa się w XIX wieku w Prowansji. Rankiem, w dzień wigilii świętego Jana, dziewczyny zbierają liście jeżyn, którymi karmią jedwabniki (chór: Chantez, chantez). Clémence opowiada wszystkim, że marzy się jej bogaty mąż. Natomiast Mireille, jedyna córka zamożnego gospodarza, oświadcza, że wyjdzie tylko za tego, kogo pokocha, choćby był ubogi. Te słowa budzą powszechną wesołość, gdyż wszyscy wiedzą, że jej wybrankiem jest biedny Vincent, wyplatacz koszyków. Mireille zwierza się ze swojego uczucia guślarce Tavan, która obiecuje dziewczynie pomoc. Wkrótce przybywa Vincent i młodzi po raz kolejny wyznają sobie miłość. Ślubują również, że w wypadku nieszczęścia będą się za siebie modlić w sanktuarium Saintes-Maries-de-la-Mer (duet: Est-elle jeune et belle – O, c’Vincent).

### Akt II
Przed amfiteatrem w Arles młodzi tańczą farandolę i wesoło śpiewają (chór: La farandole joyeuse et folle). Ulegając powszechnym zachętom, Mireille i Vincent wykonują figlarną piosenkę o miłości (La brise est douce). Kiedy rozpoczyna się walka byków, Tavan ostrzega dziewczynę, że o jej rękę będzie się ubiegać trzech zalotników (Voici la saison, mignonne). Jednym z nich jest bogaty Ourrias, który po natrętnych umizgach zostaje chłodno odprawiony (Si les filles d’Arles). Wśród zebranych pojawiają się Ramon, ojciec Mireille, i Ambroise, ojciec Vincenta. Ambroise opowiada, że jego syn pokochał córkę bogacza, a wtedy Ramon doradza, by kijem ostudzić zapały chłopaka. Do rozmowy włącza się Mireille, która wszem wobec wyjawia, że to właśnie ona jest wybranką Vincenta. Rozzłoszczony Ramon ku oburzeniu mieszkańców miasta publicznie karci córkę, nakazuje jej zerwać niegodną znajomość i znieważa rodzinę Ambroise’a (finał: Un père parle en père).

### Akt III

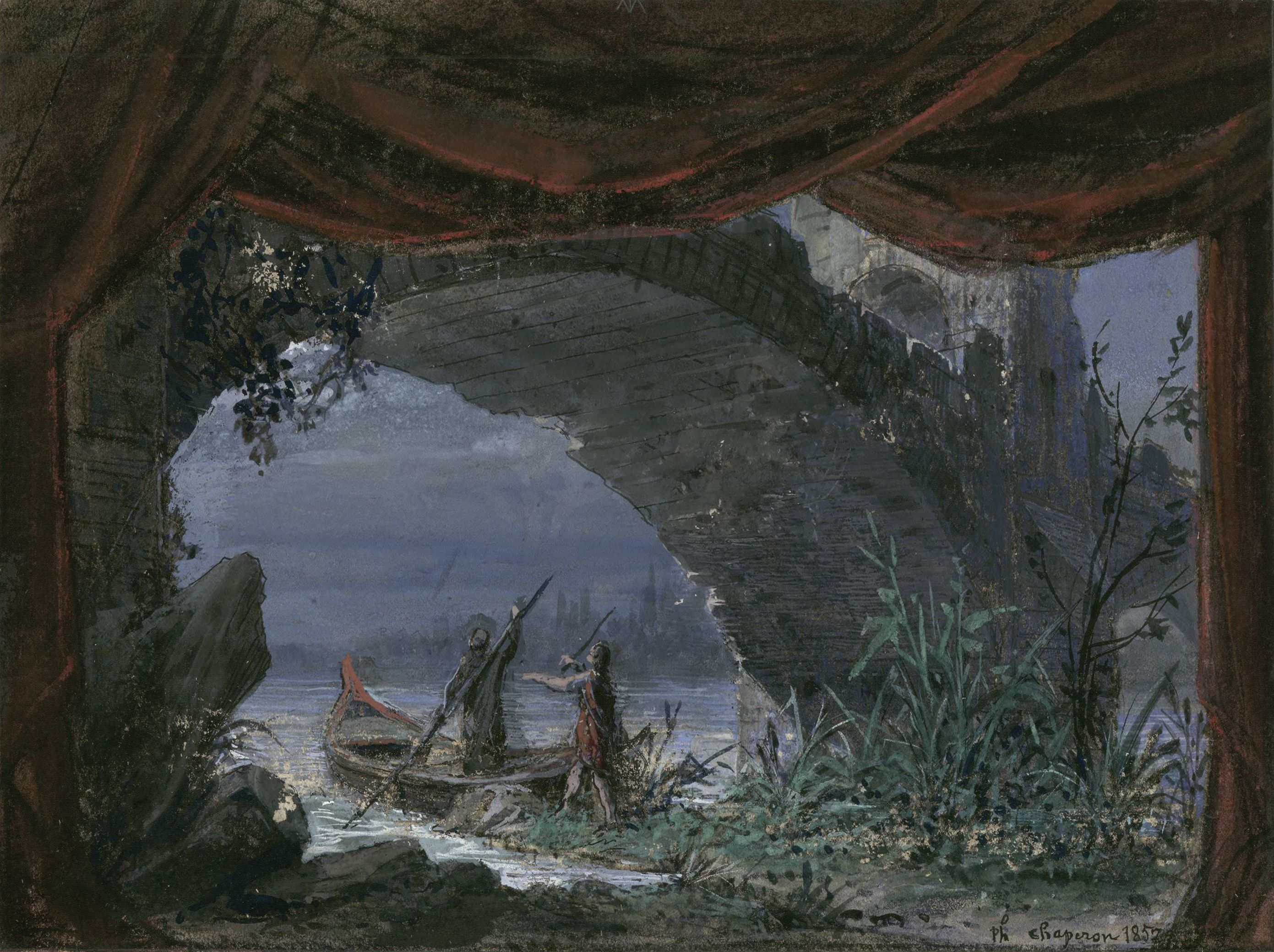
Mireille w inscenizacji prapremierowej, akt III, obraz II

Obraz I. Ourrias wraz z kompanami, pośród strzyg i chochlików, przemierza Piekielną Dolinę w poszukiwaniu Tavan. Chce od niej kupić magiczny napój miłosny, który odmieni uczucia Mireille. Przypadkiem spotyka Vincenta i, nie panując nad gniewem i zazdrością, rani go trójzębem. Tavan rzuca klątwę na napastnika, po czym opatruje rannego chłopca.
Obraz II. Ourrias, ścigany wyrzutami sumienia, próbuje przeprawić się przez Rodan. Echo powtarza jego skargi, którym przysłuchują się wodne duchy. Znajduje wreszcie przewoźnika i prosi go o pomoc, nie zdając sobie sprawy, że to upiór, który już wkrótce wciągnie go w rzeczną kipiel.

### Akt IV
Obraz I. W posiadłości Ramona żniwiarze świętują sobótkę, tańcząc do melodii wygrywanych na dudach. Wspólnej zabawy unika Ramon, który wie, że swoją nieprzejednaną postawą złamał córce serce i stracił szansę na pogodną starość. Mireille, przysłuchując się grającemu na piszczałce pasterzowi, zazdrości mu beztroskiego życia i wspomina chwile minionego szczęścia w arii, w której orkiestra naśladuje prowansalskie cykady (Heureux petit berger). O świcie Vincenette, siostra Vincente’a, zakrada się do izby Mireille, by powiedzieć przyjaciółce, że jej wybranek jest ciężko ranny (duet: Ah! parle encore). Dziewczyna postanawia pomodlić się w Saintes-Maries-de-la-Mer o zdrowie dla ukochanego i pomyślną odmianę losu.
Obraz II. Mireille ostatkiem sił wędruje przez pustkowie Crau. Wycieńczona zawrotami głowy i palącym słońcem próbuje za wszelką cenę dostać się do sanktuarium, żeby prosić o wstawiennictwo trzy święte Marie (En marche, ainsi que Maguelonne!). Szukając drogi, kieruje się dźwiękami fujarki pasterza.

### Akt V
W kaplicy Saintes-Maries-de-la-Mer pielgrzymi śpiewają hymn dziękczynny. Do sanktuarium wchodzi Vincent, który spodziewa się zastać tu Mireille (Mon coeur est plein). Półprzytomna dziewczyna rzeczywiście wkrótce się pojawia. Rozpoznaje ukochanego w krótkim przebłysku świadomości i umiera w jego ramionach. W chwili śmierci słyszy niebiańskie głosy, które obiecują jej zbawienie i szczęście na tamtym świecie. Zrozpaczony Ramon poniewczasie żałuje swojego postępowania..

## Sceniczne losyMireille

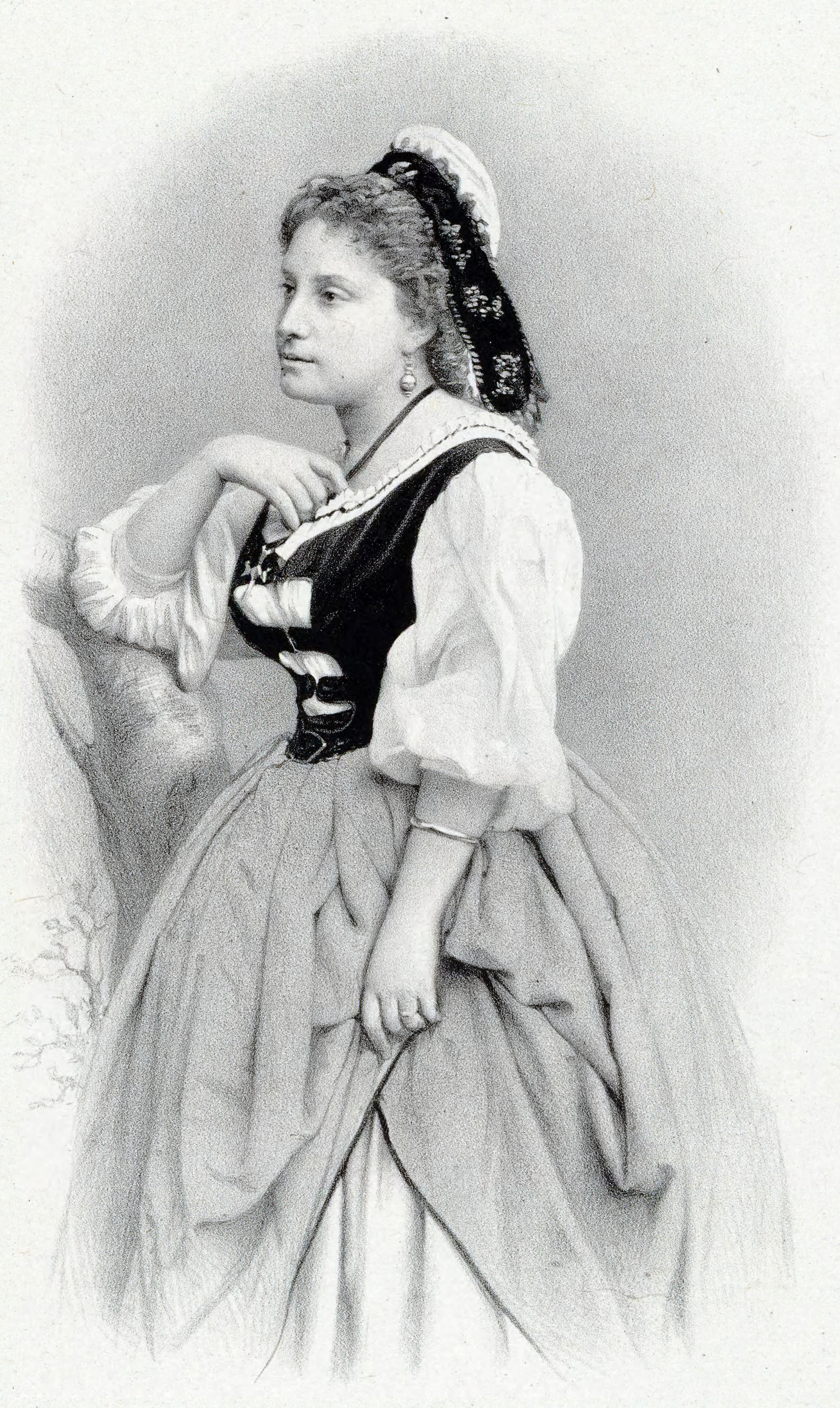
Caroline Miolan-Carvalho jako Mireille, 1864

Charles Gounod zainteresował się wieśniaczym poematem Mirejo, gdy jego poprzednia opera, Królowa Saby, została odrzucona przez publiczność. Uzyskał od Frédérica Mistrala zgodę na adaptację i w 1863 roku spędził trzy miesiące w Saint-Rémy, by komponować w scenerii, gdzie rozegrały się opisane wydarzenia. Wstępną wersję partytury entuzjastycznie ocenili Georges Bizet i Camille Saint-Saëns, którzy przy pianinie i fisharmonii towarzyszyli samemu Gounodowi, gdy, wraz z Clémence de Grandval, wykonywał partie solowe. Już wtedy okazało się jednak, że pierwotna wersja wymaga daleko idących przeróbek ze względu na ograniczone możliwości wokalne pary głównych śpiewaków: sopranistki Caroline Miolan-Carvalho (żony dyrektora teatru) i tenora François Moriniego (pierwszego Nadira w Poławiaczach pereł). Zapewne dlatego skrócona partia Vincenta uznawana jest niekiedy za bezbarwną i mało przekonującą. Na premierze 19 marca 1864 roku w paryskim  Théâtre-Lyrique Mireille została przyjęta bez entuzjazmu i zeszła z afisza już po 10 przedstawieniach. Obecny na pierwszym spektaklu Iwan Turgieniew w liście do Pauline Viardot z ironią opisywał zwłaszcza akt III. Chociaż Michel Carré dość wiernie oddał treść powszechnie cenionego poematu, zmieniając jedynie chronologię niektórych wydarzeń, to wielu krytyków dla zasady nie chciało zaakceptować w operze dziewczyny z ludu, na domiar złego wykonującej heroiczne arie. Inni z kolei oskarżali kompozytora o wyraźny wagneryzm.
5 lipca 1854 roku Mireille wystawił londyński Her Majesty’s Theatre z Therese Tietjens w roli tytułowej, pod batutą Luigiego Arditi, w przekładzie na włoski (Mirella) i ze szczęśliwym zakończeniem. Podczas wznowienia w Théâtre-Lyrique, 15 grudnia 1864 roku, zaprezentowano uproszczoną wersję trzyaktową z mówionymi dialogami, w której pominięto obrazy w Piekielnej Dolinie i na pustyni Crau. W libretcie ponownie pojawił się optymistyczny finał ze ślubem bohaterów, skreślono drugoplanową postać Vincenette oraz dodano melodyjnego walca O, légère hirondelle. Przyjęcie opery nadal jednak było chłodne. 10 listopada 1874 roku, w sali Favarta przywrócono dwa pominięte wcześniej obrazy, natomiast w inscenizacji Opéra-Comique z roku 1889 nadal prezentowano wariant skrócony. W roku 1901 Albert Carré wystawił kompilację dotychczasowych wersji, uwzględniając zrekonstruowaną instrumentację arii z pustyni Crau i tragiczne zakończenie. Dopiero w roku 1939, z inicjatywy Reynalda Hahna, Henri Büsser spróbował odtworzyć wersję oryginalną w pełnej instrumentacji. Obecnie ta właśnie wersja – choć istnieją też warianty z mówionymi dialogami – najczęściej powraca na sceny. Za granicą Mireille wykonywano głównie we włoskiej wersji językowej (Petersburg 1874 z Adeliną Patti; Wiedeń 1876; Rzym 1880; Mediolan 1886; Nowy Jork 1884). Wersję oryginalną przypomniano w Paryżu w roku 1993 z okazji stulecia śmierci Gounoda. Najczęściej operę tę wznawia się jednak w Prowansji, gdzie bywa niekiedy wystawiana pod gołym niebem, w amfiteatrach Nîmes i Arles.

## Wybrane nagrania

### Audio
- 1954 – Janette Vivalda (Mireille), Nicolai Gedda (Vincent), Michel Dens (Ourrias), Christine Gayraud (Taven), André Vessières (Ramon); dyr. André Cluytens
- 1962 – Renée Doria (Mireille), Michel Sénéchal (Vincent), Robert Massard (Ourrias), Solange Michel (Taven), Adrien Legros (Ramon); dyr. Jésus Etcheverry
- 1979 – Mirella Freni (Mireille), Alain Vanzo (Vincent), José van Dam (Ourrias), Jane Rhodes (Taven), Gabriel Bacquier (Ramon); dyr. Michel Plasson
- 1981 – Valerie Masterson (Mireille), Luis Lima (Vincent), Jean-Philippe Lafont (Ourrias), Jane Berbié (Taven), Jules Bastin (Ramon); dyr. Sylvain Cambreling[10]

### Wideo
- 2009 – Inva Mula (Mireille), Charles Castronovo (Vincent), Franck Ferrari (Ourrias), Sylvie Brunet (Taven), Alain Vernhes (Ramon); dyr. Marc Minkowski